# Turnê Canibália
Canibália fue una gira de la cantante brasileña Daniela Mercury, iniciada el 7 de agosto de 2009, en el Citibank Hall, en São Paulo. Después  tomó la gira a Portugal donde se lleva a cabo en cinco ciudades, poco después, de vuelta a la gira por Latinoamérica, Europa y América del Norte . La gira cuenta con la participación de bailarines, que bailaron las coreografías desarrolladas por Jorge Silva, reconocido coreógrafo bahiano. Además, Gringo Cardia, el desarrollador de las cinco portadas del álbum, fue el responsable de la elaboración del escenario de la gira. 
En marzo de 2011, la cantante comenzó una nueva gira intitulada Canibália: Ritmos do Brasil Tour para divulgar su nuevo álbum en vivo del mismo nombre de grabado en vivo  en la Playa de Copacabana, en Río de Janeiro.

## Repertorio
1. "Bênção Do Samba" (Sambas Medley):
  1. "Na Baixa Do Sapateiro"
  2. "O Samba Da Minha Terra"
  3. "Samba Da Bênção"
2. "Preta"
3. "O Mais Belo dos Belos (A Verdade do Ilê/O Charme da Liberdade)"
4. "Por Amor ao Ilê"
5. "Ilê Pérola Negra"
6. "O Que Será (Que Será?)" (Chico Buarque cover)
7. "O Reggae e o Mar"/"Batuque"
8. "O Que É Que A Baiana Tem?" (Carmem Miranda cover)
9. "Nobre Vagabundo"
10. "Minas com Bahia"
11. "A Vida É Um Carnaval"
12. "Quero A Felicidade"
13. "Rapunzel"
14. "Trio Em Transe"
15. "Vai Chover"
16. "Elétrica"
17. "Oyá Por Nós"
18. "Olodum É Rei"
19. "Swing Da Cor"
20. "Tico Tico no Fubá" (Carmem Miranda cover)
21. "Quero Ver O Mundo Sambar"
22. "Maimbê Dandá"
23. "O Canto Da Cidade"

## Fechas de la gira
| Pre-tour                 |                        |                |                                                          |
| Fecha                    | Ciudad                 | País           | Lugar                                                    |
| Europa                   |                        |                |                                                          |
| 25 de julio de 2009      | Braga                  | Portugal       | Complexo Pacha                                           |
| 26 de julio de 2009      | Algarve                | Portugal       | Portimão                                                 |
| 28 de julio de 2009      | Cantanhede             | Portugal       | Parque Exposições Desportivo de S. Mateus                |
| América del Sur          |                        |                |                                                          |
| 29 de julio de 2009      | Bahia                  | Brasil         |                                                          |
| 1 de agosto de 2009      | Araras                 | Brasil         |                                                          |
| Estrena                  |                        |                |                                                          |
| 7 de agosto de 2009      | São Paulo              | Brasil         | Citibank Hall                                            |
| 8 de agosto de 2009      | São Paulo              | Brasil         | Citibank Hall                                            |
| Europa                   |                        |                |                                                          |
| 12 de agosto de 2009     | Vila Nova de Cerveira  | Portugal       | Praia de Lenta                                           |
| 13 de agosto de 2009     | Matosinhos             | Portugal       | Praia da Memória                                         |
| 14 de agosto de 2009     | Olhão                  | Portugal       | Jardim Pescador Olhanense                                |
| 15 de agosto de 2009     | Ponte de Lima          | Portugal       | Parque de Exposições                                     |
| 16 de agosto de 2009     | Espinho                | Portugal       | Largo da Câmara Municipal                                |
| América del Sur          |                        |                |                                                          |
| 21 de agosto de 2009     | Río de Janeiro         | Brasil         | Canecão                                                  |
| 22 de agosto de 2009     | Río de Janeiro         | Brasil         | Canecão                                                  |
| 23 de agosto de 2009     | Río de Janeiro         | Brasil         | Canecão                                                  |
| 29 de agosto de 2009     | Fortaleza              | Brasil         | Iguatu Festeiro                                          |
| 9 de septiembre de 2009  | Córdoba                | Argentina      | Orfeo Superdomo                                          |
| 10 de septiembre de 2009 | Rosario                | Argentina      | Teatro Metropolitano                                     |
| 12 de septiembre de 2009 | Buenos Aires           | Argentina      | Estádio Luna Park                                        |
| 24 de octubre de 2009    | Río de Janeiro         | Brasil         | Oi Fashion Rocks                                         |
| 19 de diciembre de 2009  | Brasília               | Brasil         | Centro de Convenções Ulisses Guimarães                   |
| 31 de diciembre de 2009  | Mata de São João       | Brasil         | Réveillon Costa do Sauípe                                |
| 1 de enero de 2010       | Salvador               | Brasil         | Farol da Barra                                           |
| 22 de enero de 2010      | Salvador               | Brasil         | Festival de Verão de Salvador 2010                       |
| 23 de enero de 2010      | João Pessoa            | Brasil         | Festival Estação Nordeste                                |
| 24 de enero de 2010      | Natal                  | Brasil         | Praia do Forte                                           |
| 28 de enero de 2010      | Florianópolis          | Brasil         | Espaço Tuguá                                             |
| 21 de abril de 2010      | Brasília               | Brasil         | Esplanada dos Ministérios                                |
| 22 de abril de 2010      | Comandatuba            | Brasil         |                                                          |
| 24 de abril de 2010      | Cáceres                | Brasil         | 30.º Festival Internacional de Pesca                     |
| Europa                   |                        |                |                                                          |
| 1 de mayo de 2010        | Beja                   | Portugal       | Arena Multiusos                                          |
| 6 de mayo de 2010        | Évora                  | Portugal       | Arena D'Évora                                            |
| 7 de mayo de 2010        | Faro                   | Portugal       | Largo de S. Francisco                                    |
| 8 de mayo de 2010        | Coímbra                | Portugal       | Praça da Canção                                          |
| 9 de mayo de 2010        | Braga                  | Portugal       | Estádio Municipal de Braga                               |
| América del Sur          |                        |                |                                                          |
| 30 de mayo de 2010       | São Joaquim da Barra   | Brasil         | 41.ª Festa da Soja                                       |
| África                   |                        |                |                                                          |
| 2 de junio de 2010       | Praia                  | Cabo Verde     | Praia de Gamboa                                          |
| Europa                   |                        |                |                                                          |
| 9 de junio de 2010       | Santarém               | Portugal       | CNEMA                                                    |
| 11 de junio de 2010      | Vila Nova de Famalicão | Portugal       | Estádio Nacional                                         |
| 13 de junio de 2010      | Paris                  | Francia        |                                                          |
| América del Sur          |                        |                |                                                          |
| 16 de julio de 2010      | Formosa                | Argentina      | XXX Fiesta Del Pomelo                                    |
| Europa                   |                        |                |                                                          |
| 7 de agosto de 2010      | Monte Gordo            | Portugal       | Trio Elétrico                                            |
| 14 de agosto de 2010     | Olhão                  | Portugal       |                                                          |
| 15 de agosto de 2010     | Milán                  | Italia         | 20º Festival Latinoamericano                             |
| 19 de agosto de 2010     | Cascaes                | Portugal       | Festas do Mar de Cascais 2010                            |
| América del Sur          |                        |                |                                                          |
| 30 de septiembre de 2010 | Córdoba                | Argentina      |                                                          |
| 1 de octubre de 2010     | Buenos Aires           | Argentina      | Teatro Gran Rex                                          |
| 2 de octubre de 2010     | Rosario                | Argentina      |                                                          |
| 7 de octubre de 2010     | San Juan               | Argentina      | Fiesta de Las 2 Puntas                                   |
| 20 de octubre de 2010    | São Paulo              | Brasil         | Teatro Bradesco                                          |
| 31 de diciembre de 2010  | Río de Janeiro         | Brasil         | Praia de Copacabana                                      |
| 1 de enero de 2011       | Salvador               | Brasil         | Farol da Barra                                           |
| 13 de febrero de 2011    | Salvador               | Brasil         | Museu du Ritmo                                           |
| 10 de marzo de 2011      | São Paulo              | Brasil         | Alberto Bertelli Lucatto                                 |
| 23 de julio de 2011      | Fortaleza              | Brasil         | Fortal 2011                                              |
| 12 de agosto de 2011     | Río de Janeiro         | Brasil         | Expo Fest 2011                                           |
| 27 de septiembre de 2011 | Montevideo             | Uruguay        | Teatro de Verano Ramón Collazo                           |
| América del Norte        |                        |                |                                                          |
| 7 de octubre de 2011     | Nueva York             | Estados Unidos | Best Buy Theater                                         |
| 8 de octubre de 2011     | Miami                  | Estados Unidos | The Adrienne Arsht Center                                |
| 10 de octubre de 2011    | Ciudad de México       | México         | Plaza Condesa                                            |
| 11 de octubre de 2011    | Ciudad de México       | México         | Plaza Condesa                                            |
| 13 de octubre de 2011    | Los Ángeles            | Estados Unidos | The Greek Theatre                                        |
| 14 de octubre de 2011    | San Francisco          | Estados Unidos | The Paramount Theatre                                    |
| 15 de octubre de 2011    | San Diego              | Estados Unidos | 4th and B Theatre                                        |
| 20 de octubre de 2011    | Toronto                | Canadá         | TKool Haus                                               |
| Europa                   |                        |                |                                                          |
| 10 de noviembre de 2011  | Basilea                | Suiza          | 26º edição do AVO Session Basel                          |
| América del Sur          |                        |                |                                                          |
| 27 de noviembre de 2011  | São Paulo              | Brasil         | Esquenta Verão em São Paulo                              |
| 31 de diciembre de 2011  | Aracaju                | Brasil         | Réveillon Praia de Atalaia                               |
| 1 de enero de 2012       | Salvador               | Brasil         | Farol da Barra                                           |
| 3 de marzo de 2012       | Río de Janeiro         | Brasil         | Rio Verão Festival                                       |
| 9 de marzo de 2012       | San Luis               | Argentina      | Autódromo Circuito Internacional de Potrero de los Funes |
| 10 de marzo de 2012      | San Luis               | Argentina      | Autódromo Circuito Internacional de Potrero de los Funes |
| 21 de abril de 2012      | Porto Seguro           | Brasil         |                                                          |
| Asia                     |                        |                |                                                          |
| 10 de mayo de 2012       | Tel Aviv               | Israel         | Tel Aviv White City Music Festival                       |
| América del Sur          |                        |                |                                                          |
| 4 de agosto de 2012      | São Paulo              | Brasil         | Via Funchal                                              |
| 6 de agosto de 2012      | Río de Janeiro         | Brasil         |                                                          |
| 18 de agosto de 2012     | Fortaleza              | Brasil         | Centro de Eventos do Ceará                               |
| 31 de agosto de 2012     | Brasília               | Brasil         | O Maior São João do Cerrado                              |
| 16 de diciembre de 2012  | Mar del Plata          | Argentina      | 41° Fiesta Nacional del Mar                              |
| 31 de diciembre de 2012  | São Paulo              | Brasil         | Réveillon na Avenida Paulista                            |
| 1 de enero de 2013       | Salvador               | Brasil         | Farol da Barra                                           |
| 26 de enero de 2013      | Río de Janeiro         | Brasil         |                                                          |
| 1 de febrero de 2013     | João Pessoa            | Brasil         | XX Bloco Picolé com Manga                                |
| Europa                   |                        |                |                                                          |
| 5 de abril de 2013       | Lisboa                 | Portugal       | Coliseu de Lisboa                                        |
| 6 de abril de 2013       | Porto                  | Portugal       | Coliseu do Porto                                         |
| América del Sur          |                        |                |                                                          |
| 11 de maio de 2013       | Prado                  | Brasil         | Baile Perfumado                                          |
| 18 de maio de 2013       | São Paulo              | Brasil         | Virada Cultural 2013                                     |
| 8 de junio de 2013       | Brasilia               | Brasil         | Boate Disel                                              |
| 3 de agosto de 2013      | Bonito                 | Brasil         | Festival de Inverno de Bonito                            |